# Michael Schenker
Michael Schenker (Sarstedt, 10 gennaio 1955) è un chitarrista tedesco, noto principalmente per essere stato membro di Scorpions, UFO e Michael Schenker Group.

## Biografia

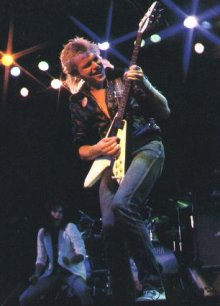
Michael Schenker nel 1983

Comincia a suonare la chitarra all'età di nove anni quando suo fratello maggiore Rudolf Schenker riceve una chitarra Hofner Galaxie dai genitori, iniziando a cimentarsi con qualche pezzo famoso dei Beatles. Man mano che migliora nella tecnica comincia anche a suonare alcuni brani di chitarristi famosi come Eric Clapton, Tony Iommi, Jimmy Page, Ritchie Blackmore e molti altri.
A undici anni fonda il suo primo gruppo musicale chiamato The Enervates con alcuni compagni di scuola. Tuttavia la sua vera carriera da chitarrista comincia all'età di 15 anni, quando suo fratello fonda la band Scorpions: insieme incideranno il primo album titolato Lonesome Crow nel 1972, firmando il contratto con la Metronome Records. In quel periodo Michael utilizza una Gibson Les Paul finché non la scambia con la Gibson Flying V Medallion del 1971 di Rudolf, in seguito ad un inconveniente durante un concerto ad Amburgo.
Dopo due anni Michael decide di andarsene dal gruppo di suo fratello per entrare a far parte della band inglese UFO in sostituzione del chitarrista Mick Bolton. Nello stesso periodo riceve anche una proposta di audizione da parte della mitica band Rolling Stones dopo la morte del chitarrista Brian Jones ma rifiuta dopo una discussione con Rudolf.
Successivamente, nel 1973, Michael si sposta a Londra per incidere l'album Phenomenon con gli UFO. In questo album Michael registra alcuni pezzi indimenticabili per la band in questione come Doctor Doctor o Rock Bottom ma a causa dello stress accumulato e di alcune incomprensioni all'interno della band, vive un orribile periodo di alcol e droga. Finito il tour americano, Michael e la band incidono Force It e insieme all'ex tastierista degli Heavy Metal Kids Danny Peyronel ripartono per un altro tour negli Stati Uniti dopo il successo travolgente al quindicesimo Reading Festival.
Negli anni ottanta, Schenker si afferma nella scena heavy metal come bandleader di un gruppo a suo nome, i M.S.G. (Michael Schenker Group), circondandosi di noti musicisti (anche se il gruppo non ha mai avuto una formazione fissa) come il batterista Cozy Powell, il tastierista Don Airey e il cantante Graham Bonnet. La band si afferma con album come l'omonimo The Michael Schenker Group e Built to Destroy. Il talento di Michael attirò molti artisti famosi, come Aerosmith e Ozzy Osbourne (quest'ultimo lo voleva per rimpiazzare la perdita data dalla scomparsa di Randy Rhoads) ma, avendo cieca fiducia nel suo progetto, declina entrambe le offerte.
Negli anni novanta, i M.S.G. attraversarono un brutto periodo, rovinandosi a causa di continui scioglimenti e riunioni, e con il leader che va e viene dagli UFO. Nel frattempo, Schenker sostituì per un breve periodo di tempo Robbin Crosby nei Ratt, apparendo nella loro performance MTV Unplugged nel 1990. Parallelamente formò un supergruppo, composto da lui, Share Pedersen delle Vixen e Bobby Blotzer dei Ratt, chiamato Contraband, che si scioglie dopo un solo album di scarso successo.
Agli inizi del 2000, il chitarrista ricadde in depressione, a causa del divorzio dalla moglie e la perdita di alcuni diritti d'autore. Ripresosi dopo qualche anno, Schenker pubblica un disco solista, Arachnophobiac.
Nel 2005, per il 25º anniversario del Michael Schenker Group, la band riunita ha pubblicato Tales Of Rock'n'Roll .

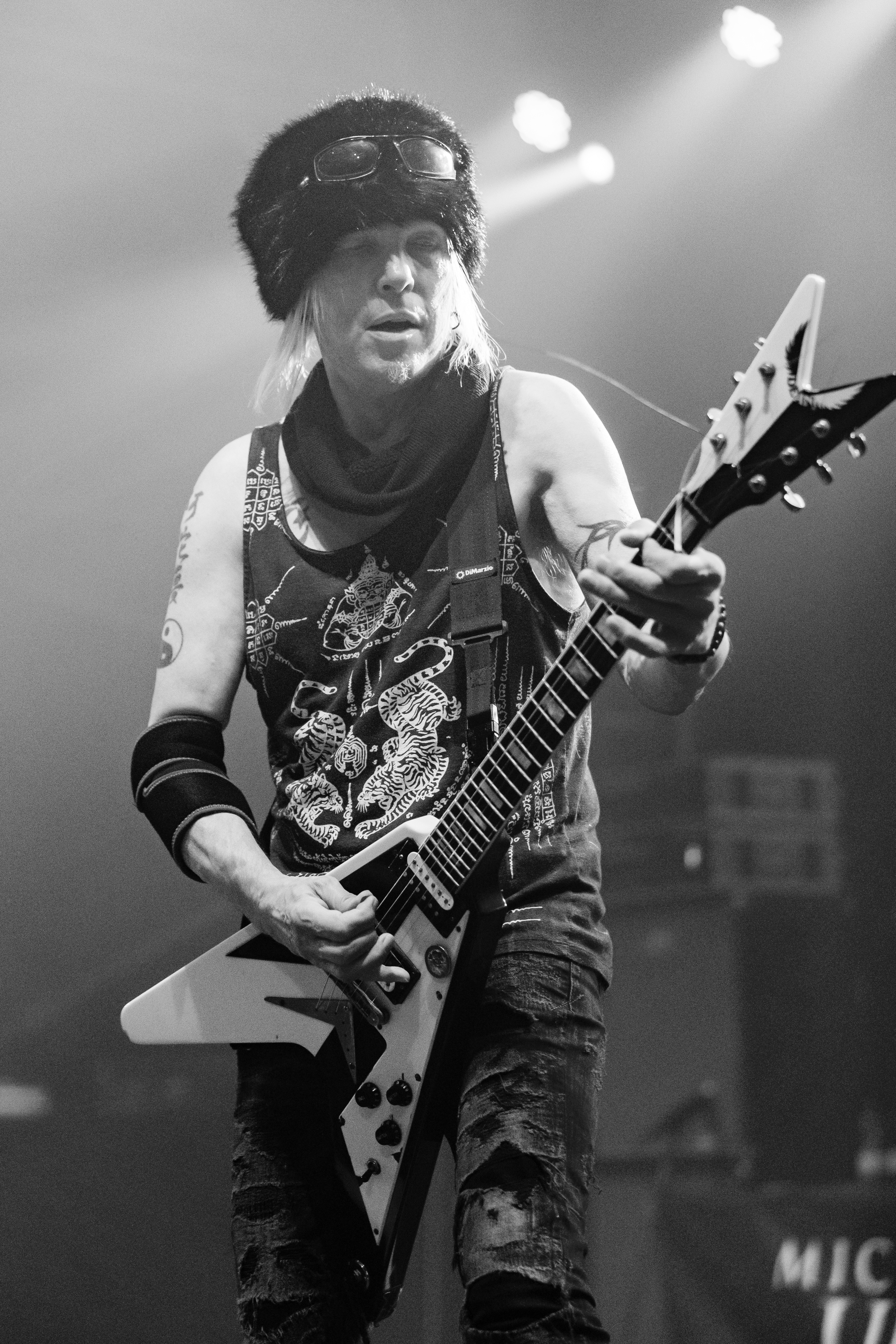
Schenker nel 2022

Ha inoltre una notevole carriera solista, molto diversa dalla sua militanza nelle varie band, in quanto suona esclusivamente brani strumentali con la chitarra acustica, e incide solamente dischi autoprodotti.
È testimonial di una linea di chitarre "V" creata da Dean Guitars, che riporta la caratteristica colorazione in bianco e nero e la signature in paletta, visibile altresì sul proprio  sito (archiviato dall'url originale il 9 dicembre 2009).

## Discografia

### Con il Michael Schenker Group
- 1980 – The Michael Schenker Group
- 1981 – MSG
- 1981 – One Night at Budokan
- 1982 – Assault Attack
- 1983 – Built to Destroy
- 1984 – Rock Will Never Die
- 1996 – Written in the Sand
- 1999 – The Unforgiven
- 2003 – Arachnophobiac
- 2005 – Heavy Hitters
- 2006 – Tales of Rock'n'Roll
- 2009 - In the Midst of Beauty
- 2021 - Immortal

### Solista
- 1993 – Thank You 1
- 1998 – Thank You 2
- 2000 – Adventures of the Imagination
- 2000 – The Odd Trio
- 2001 – Thank You 3
- 2001 – Dreams and Expressions
- 2003 – Thank You 4

### Con gli UFO
- 1974 – Phenomenon
- 1975 – Force It
- 1976 – No Heavy Petting
- 1977 – Lights Out
- 1978 – Obsession
- 1979 – Strangers in the Night
- 1995 – Walk on Water
- 2000 – Covenant
- 2002 – Sharks

### Con gli Scorpions
- 1972 – Lonesome Crow
- 1979 – Lovedrive

### Con I McAuley Schenker Group
- 1987 – Perfect Timing
- 1989 – Save Yourself
- 1991 – MSG

### Con I Temple of Rock
- 2011 – Temple of Rock
- 2013 – Bridge the Gap
- 2015 – Spirit on a Mission

### Con i Contraband
- 1991 – Contraband

### Altre pubblicazioni
- 1980 - Look at Me Now - Bernie Marsden
- 1984 - A Nightmare on Elm Street - Charles Bernstein
- 1990 - Yesterday I Was Been Bad - Happy Flowers
- 1995 - Imagination from the Other Side - Blind Guardian
- 1995 - Ledbetter Heights - Kenny Wayne Sheperd
- 2000 - You Won't Get Out Live - Waysted
- 2003 – The Plot - The Plot
- 2009 - Letting Loose - Pete Way
- 2012 - Wrathchild:The Antology - Paul Di Anno
- 2022 - Vortex - Derek Sherinian